# Chiridiella ovata
Chiridiella ovata är en kräftdjursart som beskrevs av Deevey 1974. Chiridiella ovata ingår i släktet Chiridiella och familjen Aetideidae. Inga underarter finns listade i Catalogue of Life.